# كأس كاجولز 1932–33
وهي البطولة التاسعة بعد أن بدأت البطولة موسم 1923/1924 وفاز بلقبها نادي القوة الجوية.